# 佩塔姆帕拉耶姆
佩塔姆帕拉耶姆（Pethampalayam），是印度泰米尔纳德邦Erode县的一个城镇。总人口7132（2001年）。

## 人口
该地2001年总人口7132人，其中男性3599人，女性3533人；0—6岁人口663人，其中男344人，女319人；识字率49.31%，其中男性为59.99%，女性为38.44%。